# Stegosoma magnum
Stegosoma magnum är en ryggsträngsdjursart som först beskrevs av Langerhans 1880.  Stegosoma magnum ingår i släktet Stegosoma och familjen lysgroddar. Inga underarter finns listade i Catalogue of Life.